# Vice-président de tribunal judiciaire (France)
 (avril 2020).
Si vous disposez d'ouvrages ou d'articles de référence ou si vous connaissez des sites web de qualité traitant du thème abordé ici, merci de compléter l'article en donnant les références utiles à sa vérifiabilité et en les liant à la section « Notes et références ».
Pour les articles homonymes, voir Vice-président.
Un vice-président est, dans la magistrature française, un grade[réf. nécessaire] de magistrat du siège au sein d'un tribunal judiciaire (ex-tribunal de grande instance)

## Historique
En 1958, il existe deux types de vice-présidents : les vice-présidents du second grade (« grade de base ») et les vice-présidents du premier grade (« grade supérieur »).
À la fin des années 1990 et début des années 2000, les vice-présidents du second grade sont supprimés, et depuis 2002, les vice-présidents ne peuvent être que des magistrats du premier grade.

## Place du vice-président par rapport aux autres magistrats du siège
Les « magistrats du siège du second grade » sont les juges (juge d'instruction, juge aux affaires familiales, juge d'instance, juge des enfants, juge de l'application des peines, etc).
Au grade supérieur (« magistrats du siège du premier grade ») se trouvent les vice-présidents et, pour les tribunaux les plus importants, les premiers vice-présidents. Les premiers vice-présidents possèdent, en plus de leurs fonctions juridictionnelles, une charge d'organisation d'un service. Par exemple, un premier vice-président à l'application des peines sera chargé d'organiser le service de l'application des peines du tribunal, de gérer les rapports du service avec les partenaires institutionnels.
À la tête de chaque tribunal se trouve un « président de tribunal judiciaire », soit du premier grade, soit en hors-hiérarchie. Il est un chef de juridiction, au même titre que le procureur de la République.

## Place du vice-président par rapport aux grades de cour d'appel et aux grades du Parquet
- Concernant le siège, le grade de vice-président est théoriquement égal à celui de conseiller de cour d'appel et de vice-président placé auprès du premier président de la cour d'appel.

Dans la pratique, dans la mesure où il y a plus de postes de vice-présidents que de conseillers, et que la fonction de conseiller est recherchée comme étant celle d'un magistrat exerçant au sein d'une juridiction supérieure, la carrière des magistrats du siège passe souvent par les fonctions suivantes : juge de TGI — vice-président de TGI — conseiller de cour d'appel — premier vice-président de TGI — président de chambre de cour d'appel.
- Pour le Parquet, le grade de vice-président est théoriquement égal à celui de vice-procureur (TGI) et de substitut général (cour d'appel).